# Carl Henric Posse
Carl Henric Posse, född 15 januari 1767 i Hössna församling, Skaraborgs län, död 4 april 1843 i Mariestads församling, Skaraborgs län, var en svensk greve och militär.

## Biografi
Carl Henrik Posse födde 1767. Han var son till friherre Carl Posse af Säby och Beata Christina Hierta. Posse blev 23 augusti 1776 volontär vid Skaraborgs regemente och 2 januari 1779 sergeant vid Jönköpings regemente. Han blev 7 februari 1779 fänrik, 18 oktober 1784 löjtnant, 13 december 1786 kapten och utnämndes 2 maj 1790 till riddare av Svärdsorden. Posse blev 12 april 1791 sekundmajor vid Södermanlands regemente, 1 maj 1796 premiärmajor, och 16 november 1799 överstelöjtnant i armén.
Posse utnämndes 22 juli 1807 till riddare med stora korset av Svärdsorden och blev 20 februari 1808 ledamot av krigs vetenskapsakademien. Han blev 6 mars 1808 överadjutant hos kungen och överste i armén. Posse blev 18 januari 1809 överste och chef för Skaraborgs regemente och 5 juni samma år generaladjutant. Han utnämndes 3 juli 1809 till kommendör av Svärdsorden och blev 26 januari 1813 generalmajor. Posse utnämndes 28 januari 1814 till Kommendör med stora korset av Svärdsorden och var från 11 juni 1816 till 1833 chef för fjärde infanteriinspektionen. Han blev 24 juli 1818 generallöjtnant och upphöjdes 11 maj 1826 till greve Posse, samt introducerades 23 augusti 1828 i Sveriges Riddarhus som nummer 141.
Han utnämndes 8 mars 1829 till riddare och kommendör av Kungliga majestäts orden, blev 30 juni 1832 general av infanteriet, 7 december 1833 generalbefälhavare i tredje militärdistriktet,  28 januari 1836 en av rikets herrar och tog 20 januari 1837 avsked ur krigstjänsten. Posse avled 1843 i Mariestad och slöt själv sin grevliga ätt, samt jordfästes i Mariestads kyrka. Där hans grevliga vapen krossades av majoren Fredrik Vilhelm Nordenankar, varefter kroppen nedsattes i friherrliga ätten Posse af Säbys familjegrav under koret i Berga kyrka.
Från sommaren 1809 en av Georg Adlersparres närmaste förtrogna.
Posse deltog med utmärkelse i Gustav III:s ryska krig, fälttåget i Pommern 1807, vid infallet i Norge 1808 samt i 1813–1814 års tyska krig. Under det senare fälttåget kommenderade han en armédivision, som deltog i slaget vid Grossbeeren, slaget vid Dennewitz och slaget vid Leipzig. Med samma division bevistade han även fälttåget mot Norge 1814.

### Familj
Posse gifte sig 25 mars 1800 på Vilsta i Klosters församling med Sofia Constantia Siegroth (1776–1843), dotter till kanslirådet Carl Ludvig von Siegroth och Carolina Carleson. De fick tillsammans en dödfödd son.